# Kangaroo Island-kangoeroe
De Kangaroo Island-kangoeroe (Macropus fuliginosus fuliginosus) is een ondersoort (de nominale ondersoort) van de westelijke grijze reuzenkangoeroe (M. fuliginosus) die alleen voorkomt op Kangaroo-eiland voor de kust van Zuid-Australië.
De Kangaroo Island-kangoeroe onderscheidt zich van de westelijke grijze reuzenkangoeroe op het vasteland van Australië door de chocoladebruine kleur van de vacht, die bovendien dikker is. Bij de westelijke grijze reuzenkangoeroes van het vasteland is de vacht grijsbruin van kleur. Verder is de Kangaroo Island-kangoeroe kleiner dan zijn verwant op het vasteland.
De Kangaroo Island-kangoeroe bewoont de eucalyptusbossen en boomsavannes van Kangaroo-eiland. Deze kangoeroe komt op vrijwel het gehele eiland voor, maar de Kangaroo Island-kangoeroe is het meest algemeen in het Flinders Chase National Park in het zuidwesten van het eiland. Habitatverlies door ontginning voor landbouwgrond en sterfte door het verkeer kunnen een bedreiging gaan vormen voor de Kangaroo Island-kangoeroe.